# Sułoszowa
Sułoszowa è un comune rurale polacco del distretto di Cracovia, nel voivodato della Piccola Polonia. Ricopre una superficie di 53,38 km² e nel 2004 contava 5 904 abitanti.
Vi si trova il castello Pieskowa Skała. Castello, fatto costruire da Casimiro III di Polonia, uno dei più celebri esempi di architettura difensiva del Rinascimento in Polonia. 